# Томас Френсіс Бейард
Томас Френсіс Баярд (англ. Thomas Francis Bayard; 29 жовтня 1828, Вілмінгтон — 28 вересня 1898, Дедгем) — американський політик-демократ, сенатор, 30-й Держсекретар США.

## Молодість і сім'я
Томас Баярд народився в Вілмінгтоні, Делавер, в сім'ї сенатора Джеймса Баярда-молодшого і Енн Френсіс. Його дід, Джеймс Баярд-старший, також був сенатором. Томас теж буде обраний в сенат, від Бурбонних демократів.
Після закінчення навчання в 1851 році Баярд був прийнятий в колегію адвокатів, і став працювати помічником свого батька. У 1853—1854 був прокурором США по округу Делавер. У 1854—1858 разом з другом Вільямом Шіппеном вів адвокатську практику в Філадельфії. Після цього знову повернувся на роботу до батька.
У 1856 році одружився з Луїзою Лі (померла у 1886 році). У 1889 році одружився знову, на Мері Клімер.

## Громадянська війна
Як і батько, Томас Баярд виступав проти політики запобігання розколу держави, але після початку війни виступив прихильником США. Був звинувачений у співпраці з КША, так як в Делавер існували прихильники сецесії. Підозра лягла саме на нього тому, що в його полку, відомому як «Делаверская охорона» були проюжане, та й на рахунок лояльності самого Баярд у багатьох виникали сумніви. Заарештований, але незабаром звільнений, так як його полк був розформований. Також він відомий тим, що 2 січня 1861 року остаточно переконав Генеральну асамблею Делавера залишитися в складі США.

## Сенатор
4 березня 1869 року Баярд зайняв батьківське крісло в Сенаті США. Неодноразово був головою різних сенатських комітетів, в тому числі з фінансів і по приватній власності. Входив до комітету, який визначив переможцем на президентських виборах 1876 року Ратерфорда Хейса. У 1876, 1880, і 1884 роках виставляв свою кандидатуру на висування на пост президента США, але в результаті внутріпартійних виборів завжди опинявся на другому місці.

## Державний секретар
З 7 березня 1885 по 4 березня 1889 рік Баярд займав пост Держсекретаря США в адміністрації Гровера Клівленда. На цій посаді він уклав договір про рибальство з Великою Британією, який залагодив протиріччя між США і Канадою в Північній Атлантиці. Також за його участю був врегульовано протиріччя Великої Британії і Німеччини щодо Самоа. Крім того, було досягнуто згоди з Іспанією, скасовувати деякі торговельні тарифи.

## Посол у Великій Британії
У 1889—1893 роках займався адвокатською практикою, а після повернення Гровера Клівленда на пост президента був призначений послом у Великій Британії. У період з 1893 по 1897 рік зміцнював зв'язки між двома державами, проте і встиг розкритикувати політику протекціонізму в торгівлі у себе на батьківщині. Був вже дуже небайдужий до Великої Британії, і в 1895 Палата представників збиралася зняти його з посади. Англійська сторона, навпаки, була дуже задоволена його роботою.

## Смерть і пам'ять
28 вересня 1898 Томас Френсіс Баярд помер в будинку своєї дочки в Дедхеме, Массачусетс. Похований на кладовищі Old Swedes в Вілмінгтоні. Його син, Томас Френсіс Баярд-молодший продовжив сімейну традицію, і в 1922—1929 роках засідав в Сенаті. У рідному місті Баярд його ім'ям названа початкова школа, а також зведений пам'ятник.